# Военное строительство
Военное строительство — часть военного дела, включающая в себя теорию и практику создания, то есть строительства (формирования, реформирования), в соответствии с внешними и внутренними условиями в мире и стране, вооружённых сил (ВС) государства, взаимосвязанные экономические, социально-политические, военные и другие мероприятия по созданию и совершенствованию военной организации государства.

## Состав
- Теория военного строительства — представляет собой систему научных знаний о сущности, закономерностях, принципах, формах и способах строительства (формирования, реформирования) вооружённых сил;
- Практика военного строительства;
  - установление количественного состава ВС на мирное время и особый период;
    - видов ВС;
    - родов войск (сил);
    - специальных войск (служб);

  - разработка и совершенствование организационной структуры ВС;
  - техническое оснащение ВС;
    - определением типов и видов вооружения;
    - определением типов и видов военной техники;

  - комплектование ВС;
    - подготовка военных кадров (резерва);
    - подготовка войск (сил);

  - всестороннее обеспечение ВС материальными средствами;

## В России
Военное строительство, укрепление оборонного потенциала страны будут и впредь идти системно и последовательно. Это важнейший фактор суверенного, устойчивого развития России, залог мирной, спокойной жизни миллионов наших граждан.— В. В. Путин, Встреча с офицерами и прокурорами, назначенными на вышестоящие должности, 9 апреля 2015 года, 14:00, Кремль, Москва.
Успех военного строительства в России всегда зависел от традиций русского военного дела, менталитета народа.

### Научная специальность
- 20.01.01 «Общие основы военной науки, военное строительство, строительство Вооруженных Сил»;